# Predator (film)
Pour les articles homonymes, voir Predator.
Série Predator
Predator 2
(1990)
Pour plus de détails, voir Fiche technique et Distribution.
Predator ou Le Prédateur au Québec est un film de science-fiction américain de John McTiernan, sorti en 1987.
Écrit par les frères Jim et John Thomas, il raconte l'histoire de Dutch Schaefer (en) (Arnold Schwarzenegger), le chef d'une unité paramilitaire d'élite en mission dans la jungle tropicale d'Amérique centrale pour sauver des otages dans un territoire tenu par la guérilla, pris en chasse par un Predator (Kevin Peter Hall), une créature humanoïde extraterrestre habile et technologiquement avancée.
Predator est écrit en 1984 sous le titre provisoire Hunter. Le tournage se déroule de mars à juin 1986 avec un budget d'environ 15 millions $ et une créature conçue par Stan Winston. Distribué par la 20th Century Fox aux États-Unis, le film sort le 12 juin 1987 et rapporte 98 millions $ dans le monde. Les premières critiques sont mitigées, mais le film est maintenant considéré comme un classique des genres d'action et de science-fiction et l'un des meilleurs films des années 1980. Il a par ailleurs été nommé à l'Oscar des meilleurs effets visuels.
Le succès du film lance une franchise Predator (composée de romans, de bandes dessinées, de jeux vidéo, de jouets, etc.). Il est suivi de six films supplémentaires : Predator 2 (1990), Predators (2010), The Predator (2018), Prey (2022), Predator: Killer of Killers (2025), et Predator: Badlands (2025). Un crossover avec la franchise Alien est produit avec les films Alien vs. Predator (2004) et Aliens vs. Predator: Requiem (2007). Le personnage de Schaefer revient également dans les jeux vidéo Alien vs. Predator (1994) et Predator: Hunting Grounds (2020), Schwarzenegger reprenant son rôle dans ce dernier.

## Synopsis
En 1987, un vaisseau spatial extraterrestre arrive à proximité de la Terre. Il largue un module qui pénètre dans l'atmosphère de la planète, atterrissant quelque part en Amérique centrale.
Quelque temps après, le major Alan « Dutch » Schaefer, un officier des forces spéciales américaines, arrive au Guatemala à la tête de son équipe de soldats d'élite. Dutch dirige une mission de sauvetage visant à retrouver un ministre du cabinet présidentiel guatémaltèque, pris en otage dans la jungle par des forces de la guérilla locale. Mais George Dillon, un vieil ami de Dutch et ancien commando qui travaille maintenant pour la CIA, fait son apparition en tant qu'officier de liaison. Il rejoint l'équipe pour la superviser, malgré les objections de Dutch.
Dutch et Dillon, avec le reste de l'équipe composée de Mac, Billy, Blain, Poncho et Hawkins, partent en hélicoptère puis sont largués en plein cœur de la jungle. S'enfonçant dans ce milieu dense et hostile, l'équipe commence les recherches. Les soldats trouvent rapidement l'épave de l'hélicoptère du ministre, ainsi que les cadavres des deux pilotes morts. Plus loin, ils découvrent plusieurs cadavres, horriblement lacérés, suspendus dans les arbres. Dutch les identifie comme des Bérets verts qu'il connaissait personnellement à Fort Bragg.
Continuant sa progression, le commando atteint finalement le camp des guérilleros et l'attaque par surprise. Dutch et ses hommes éliminent les insurgés, ainsi qu'un officier du renseignement soviétique qui était en possession de documents confidentiels de valeur. Seule une femme guérillero est épargnée, puis capturée par le commando. Peu après, comprenant que les otages du camp appartenaient en réalité à la CIA, Dutch interroge Dillon : ce dernier admet que la mission de sauvetage n'était qu'une mise en scène et qu'elle visait en fait à récupérer les documents des insurgés, et que les cadavres des militaires massacrés découverts dans la jungle faisaient partie d'un premier commando qui avait échoué.
Emmenant avec eux la femme guérillero, l'équipe se met en marche en direction de leur point d'extraction en hélicoptère. Ils ignorent cependant qu'ils sont suivis discrètement par une forme invisible, cachée dans les arbres, qui les observe grâce à un dispositif d'imagerie thermique. Mais Billy finit par sentir la présence de l’intrus, obligeant le commando à s'arrêter. La prisonnière en profite pour s'échapper ; Hawkins se lance à sa poursuite et la rattrape. Au même moment, la forme invisible jaillit derrière eux et tue Hawkins ; elle emporte ensuite son cadavre, épargnant la femme. En état de choc, celle-ci est rejointe peu après par le reste du commando, qui contemple médusé les quelques traces restantes de cette attaque surprise.
Dutch ordonne alors à ses hommes de se disperser et de retrouver le corps de Hawkins. Au cours de la recherche, un autre membre du commando, Blain, est à son tour tué apparemment par le tir d'une mystérieuse arme à énergie dirigée. Quand Mac accourt auprès de son cadavre, il aperçoit physiquement l'ennemi, discernant une silhouette humanoïde presque invisible qui se confond avec la jungle environnante. La voyant s'échapper, Mac, devenant enragé, déclenche un véritable tir de barrage avec son arme (puis utilise le minigun de Blain), bientôt rejoint par le reste du commando qui pilonne la position avec ses armes lourdes. Mais leur adversaire réussit néanmoins à s'échapper, quoique blessé apparemment, comme le montrent les traces de sang d'un vert luminescent répandues sur le feuillage (détail remarqué par la prisonnière, qui ne le dit cependant à personne). Le commando réalise alors que quelque chose d'inconnu les poursuit.
Peu après, Dutch ordonne à ses hommes de poser des pièges dans toute la zone. Au cours d'une discussion, Dillon soutient que leur ennemi fait partie des guérilleros, mais Billy n'est pas d’accord et affirme que l’individu qui les pourchasse n'est pas humain, ce qui suscite l'étonnement et le scepticisme de ses camarades.
Tandis qu'ils montent la garde à tour de rôle durant la nuit, un des pièges est subitement déclenché par l'arrivée d'un sanglier sauvage. Mac, croyant que c'est l'ennemi, tue l'animal au couteau dans l'obscurité. Peu après, les hommes découvrent que le cadavre de Blain a disparu, malgré les nombreux pièges disposés alentour. Ils comprennent que l'individu qui les poursuit peut détecter les pièges, se déplacer d'arbre en arbre et qu'il veut tuer tous les hommes du commando un par un, comme un chasseur.
Anna, la captive guérillero, révèle alors que la créature a été blessée lors de la première attaque, ce qui amène Dutch à dire : « S'il peut saigner, on peut le tuer »,.
Conforté par cette information, Dutch décide de tendre un nouveau piège, cette fois plus archaïque et d'attendre que leur adversaire morde à l'appât. Dans l’intervalle, Anna raconte aux soldats ce qu'elle sait des agissements de la créature, une sorte de légende locale qu'elle a entendue depuis qu'elle est enfant : « le diable qui se fait des trophées avec les hommes ». Mais l'ennemi reste invisible. Dutch, voulant en finir, s'expose volontairement comme appât. Leur adversaire arrive finalement et déclenche le piège, mais sans être capturé tout en blessant dans le même temps Poncho gravement.
Dutch, accompagné de Billy et d'Anna, décide d'emmener Poncho au point d'extraction, tandis que Mac et Dillon partent de leur côté pour tenter de débusquer leur ennemi. Mais les deux hommes sont tour à tour éliminés par le prédateur inconnu, qui fait preuve d'une ruse et d'une férocité remarquables. Peu après, Billy reste à son tour en arrière seul, dans l'attente de l’ennemi, armé de son imposant couteau de combat. Mais le soldat finit lui-aussi par être tué. Rattrapant les survivants, la créature ennemie tue Poncho et blesse Dutch avec son arme à énergie. Conscient qu'elle ne s'attaque qu'à des personnes armées, Dutch ordonne à Anna d'aller au point d'extraction tandis qu'il fuit de son côté.
Après une longue course poursuite, une dégringolade d'une pente glissante aboutissant à une chute dans une cascade, Dutch, épuisé, sort de la rivière en rampant dans la boue. Croyant avoir échappé à son poursuivant, il est cependant vite rattrapé par la créature qui arrive derrière lui. À demi-caché derrière la végétation, et grâce à l’effet de l'eau de la rivière qui neutralise le camouflage actif de son ennemi, Dutch parvient à apercevoir la forme véritable de son assaillant : un humanoïde bipède de grande taille, portant un casque et doté d'un équipement futuriste, notamment un canon à énergie miniature fixé à l'épaule. La signature thermique de Dutch, étant masquée par la boue qui l'a recouvert quand il est sorti de la rivière, le rend invisible aux yeux de la créature. Celle-ci, n'arrivant pas à le repérer, quitte les lieux peu après.
Ayant échappé pour un temps à la créature, Dutch, ne disposant que de très peu de ressources, confectionne divers pièges et armes improvisées (arc et flèches, pieux, lance de bois), alors que dans le même temps la créature récupère des trophées sur les cadavres de ses hommes.
Dutch attend la nuit et, après s'être enduit de boue pour se camoufler, appelle son ennemi dans un long cri de guerre, allumant un brasier en guise d'appât. La créature arrive, déclenchant les pièges que Dutch a installés. Au cours du duel, Dutch parvient à détruire le dispositif de camouflage de son adversaire mais ne lui provoque que des dégâts mineurs. Moins fort physiquement, il est bientôt à la merci de son ennemi. Mais la créature, reconnaissant Dutch comme un adversaire de valeur, retire son canon d'épaule et son casque (révélant alors un visage d'alien doté de mandibules), puis l'engage au corps à corps. Physiquement dépassé, le soldat est rapidement vaincu ; Dutch rampe alors vers son dernier piège, que la créature contourne intelligemment. Cependant, Dutch parvient à déclencher le contrepoids du piège sur son ennemi, ce qui l'écrase et le blesse gravement.
Alors que la créature gît au sol, Dutch lui demande ce qu'elle est. La créature imite sa question puis active un dispositif fixé sur son poignet, tout en imitant le rire de Billy d'un air maniaque. Dutch comprend alors que son adversaire a activé un dispositif d'autodestruction, et s'enfuit le plus loin possible. Quelques secondes plus tard, une immense explosion ravage les alentours ; Dutch réussit à se mettre en sûreté de justesse. Repéré par l'hélicoptère qui a secouru Anna, il est récupéré puis exfiltré de la zone dévastée, visiblement en état de choc.

## Fiche technique
Sauf indication contraire, les informations mentionnées dans cette section peuvent être confirmées par les bases de données cinématographiques IMDb et Allociné,  présentes dans la section « Liens externes ».
- Titre original et français : Predator
- Titre québécois : Le Prédateur
- Réalisation : John McTiernan
- Scénario : Jim Thomas et John Thomas, Shane Black (script doctor non crédité)
- Musique : Alan Silvestri
- Direction artistique : Frank Richwood et Jorge Sainz
- Décors : John Vallone
- Costumes : Marilyn Vance
- Photographie : Donald McAlpine
- Son : Don J. Bassman, Kevin F. Cleary, Bill Henderson, Richard L. Anderson, Richard Overton
- Montage : Mark Helfrich et John F. Link
- Production : John Davis, Lawrence Gordon et Joel Silver
  - Production déléguée : Laurence Pereira et Jim Thomas
  - Production associée : Beau Marks et John Vallone
- Sociétés de production : 
  - États-Unis : Twentieth Century Fox, Lawrence Gordon Productions, Silver Pictures et Davis Entertainment, en association avec Amercent Films et American Entertainment Partners L.P.
  - Mexique : Estudios Churubusco Azteca S.A.
- Société de distribution : Twentieth Century Fox
- Budget : 15 millions de $[4]
- Pays de production :  États-Unis
- Langues originales : anglais, espagnol, russe
- Format[5] : couleur (DeLuxe) — 35 mm / 70 mm — 1,85:1 (Panavision) — son Dolby stéréo
- Genre : science-fiction, action, aventure, épouvante-horreur
- Durée : 107 minutes
- Dates de sortie[6] :
  - États-Unis, Québec : 12 juin 1987[7]
  - France : 19 août 1987[8]
- Classification[9] :
  - États-Unis : interdit aux moins de 17 ans (R – Restricted)[Note 1],[10]
  - France : interdit aux moins de 12 ans[11]
  - Québec : 13 ans et plus (violence) (13+ / 13 years and over)[7]

## Distribution
- Arnold Schwarzenegger (VF : Richard Darbois) : le major Alan « Dutch » Schaefer
- Carl Weathers (VF : Med Hondo) : George Dillon
- Elpidia Carrillo (VF : Anne Jolivet) : Anna Goncalves
- Bill Duke (VF : Sady Rebbot) : le sergent Mac Elliot
- Sonny Landham (VF : Joël Martineau) : Billy Sole
- Richard Chaves (VF : Luc Bernard) : Jorge « Poncho » Ramirez
- Jesse Ventura (VF : Jacques Frantz) : Blain Cooper
- Shane Black (VF : Bernard Lanneau) : Rick Hawkins
- R. G. Armstrong (VF : Pierre Hatet) : le général Homer Phillips
- Kevin Peter Hall : le Predator / pilote de l'hélicoptère dans la scène finale (non crédité)
- Sven-Ole Thorsen : le conseiller militaire soviétique

## Production

### Développement et choix des interprètes
Quelques mois après la sortie du film Rocky 4, une blague fait le tour d'Hollywood : alors que Rocky Balboa est à court d'adversaires humains, il souhaite se battre avec un extraterrestre si un cinquième opus de la série doit être tourné. Les scénaristes Jim et John Thomas prennent la plaisanterie au sérieux et écrivent un scénario basé sur cette blague. Le script de Predator est initialement intitulé « Hunter ».
Le projet est repris par la 20th Century Fox en 1985 et remis au producteur Joel Silver qui, après son expérience sur le film Commando, semblait le bon choix pour transformer une histoire de science-fiction en un film à gros budget. Silver engage Lawrence Gordon dans la coproduction ainsi que le réalisateur John McTiernan, dont c'était le premier film pour un grand studio. Le réalisateur néo-zélandais Geoff Murphy avait également été pressenti. À ce sujet, Arnold Schwarzenegger raconte dans ses mémoires, intitulés Total Recall, qu'il avait été très impressionné par le travail de McTiernan dans le film Nomads, malgré son budget limité,.

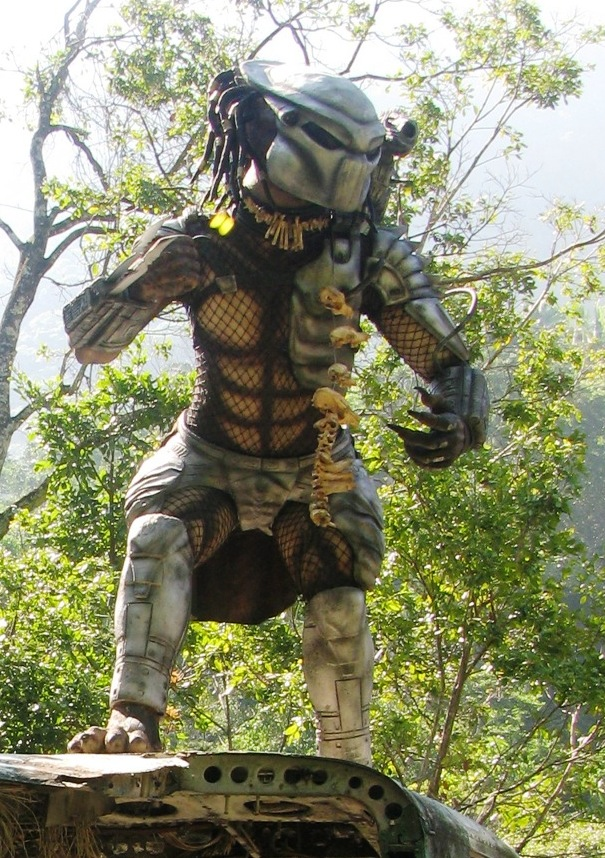
Statue du Predator, sur le site de tournage du film.

L'acteur Kevin Peter Hall, le géant (2,19 m) qui interprète le rôle du Predator, avait déjà incarné un personnage très similaire dans le peu connu Terreur extraterrestre (1980) de Greydon Clark. Ce film a sans doute été une source d'inspiration pour les créateurs de Predator.
Selon les mini-documentaires inclus dans le DVD Édition spéciale du film paru en zone 1, le costume original du Predator était totalement différent de celui du costume final, conçu par Stan Winston. Le monstre d'origine était disproportionné, une créature disgracieuse avec des yeux jaunes et une tête de chien, loin d'être aussi agile que la créature interprétée finalement par Kevin Peter Hall. L'acteur Jean-Claude Van Damme était initialement prévu pour jouer la créature, mais aurait fait des déclarations négatives au sujet du costume, affirmant qu'il était trop lourd et qu'il faisait trop chaud à l'intérieur.
Après le renvoi de Van Damme, et à la suite d'ennuis financiers avec le studio qui faillit arrêter le projet, John McTiernan consulte Stan Winston. Lors d'un voyage en avion de la Fox aux côtés du réalisateur d’Aliens, le retour, James Cameron, Winston lui dévoile des idées d'esquisses du monstre. Cameron lui suggère une idée, lui révélant qu'il a toujours voulu voir une créature dotée de mandibules, un détail qui deviendra l'un des aspects iconiques du Predator. La première version de la créature est rejetée, mais la seconde, bien plus adaptée, est de suite approuvée. Il faudra toutefois pas moins de six personnes, rien que pour faire fonctionner son visage.
Ce film marque les retrouvailles entre Arnold Schwarzenegger et Bill Duke, deux ans après Commando. Par ailleurs, Schwarzenegger rejouera la même année avec Jesse Ventura dans Running Man. Carl Weathers, Bill Duke et Sonny Landham se recroiseront eux sur le tournage d'Action Jackson.

### Tournage
Le tournage a eu lieu au Mexique dans la forêt de Puerto Vallarta, mais certaines scènes sont tournées en studio pour des raisons de production (notamment le travelling latéral sur les personnages progressant dans la jungle).
Durant le tournage, un garde du corps était présent aux côtés de l'acteur Sonny Landham (Billy), non pas pour le protéger mais pour protéger les autres acteurs de lui. En effet, à l'époque Landham avait déjà fait de la prison et était réputé pour son tempérament violent et incontrôlable.
Arnold Schwarzenegger tomba malade durant le tournage et dut être hospitalisé. À son retour sur le plateau de tournage, il avait perdu une dizaine de kilos. Ce détail est visible dans le film, à partir du moment où Dutch refait son apparition après que le Predator a attrapé Hawkins.
À l'origine, une scène du film était prévue au sein du vaisseau spatial du Predator, mais John McTiernan parvint à l'enlever du film, estimant que ce n'était pas cohérent d'un point de vue stylistique.

### Musique
La partition du film est composée par Alan Silvestri, fort du succès de Retour vers le futur (1985). Marquant sa première œuvre significative dans le cinéma d'action, sa musique se caractérise par l'emploi de cuivres puissants, de rythmes de cordes staccato et de roulements de timbales ondulants, venant intensifier l'action et le suspense. On note l'inclusion de la chanson Long Tall Sally de Little Richard lors de la scène de l'héliportage vers la jungle, dont Mac récite quelques passages en poursuivant le Predator après son échappatoire. Silvestri signe également la musique de la suite, devenant l'unique compositeur à avoir contribué à plus d'un film des franchises Alien ou Predator.
L'album de la bande originale paraît en 2003 chez Varèse Sarabande et Fox Music, au sein de leur collection CD Club en édition limitée. Il comprend également l'arrangement par Elliot Goldenthal du thème de la 20th Century Fox, utilisé pour Alien 3.
En 2007, Brian Tyler adapte et compose certains thèmes originaux de Silvestri pour la partition d'Aliens vs. Predator: Requiem.
L'année 2010 voit John Debney adapter la musique de Silvestri pour le film Predators. La même année, Intrada Records édite l'album en édition limitée à 3000 exemplaires, avec un son remasterisé, des pistes combinées et renommées, et, de manière notable (à l'instar de leur sortie de la musique de RoboCop), la version intégrale de la musique du générique de fin. Cette édition connaît un épuisement des stocks en une seule journée.
En 2018, Henry Jackman adapte et compose les thèmes de Silvestri pour la musique du film The Predator.

## Accueil

### Accueil critique
À sa sortie, le film a été boudé par la critique française mais bien accueilli par le public. Cela contribua à en faire une œuvre culte et à lancer la carrière du réalisateur John McTiernan, dont c'est le deuxième film.
Dans une revue critique rétrospective du film, le site Film4 qualifie Predator d'« expérience au rythme rapide, à la testostérone élevée et qui tient en haleine », et le personnage-titre de « création magistrale ». Pour le critique Chris Hewit du magazine Empire : « Predator est progressivement devenu un classique de la science-fiction et de l'action. Il n'est pas difficile de comprendre pourquoi. La mise en scène de John McTiernan est claustrophobe, fluide et assurée, mettant en scène l'action avec aplomb mais se concentrant tout autant sur la tension et l'atmosphère... Un puissant morceau de cinéma ».
Les années 1980 sont réputées pour leur quantité notable de films d'action virils tels Conan le Barbare, Rambo ou Commando. À ce titre, Predator constitue une référence en la matière. Les scènes d'actions, nombreuses, sont soutenues par l'ambiance oppressante d'une jungle inhospitalière et touffue, l'ambiance sonore de la jungle, bien rendue, se conjuguant avec la musique du film stressante. Tout le film constitue une gigantesque traque où les protagonistes sont tour à tour prédateurs et proies. Cet affrontement sans merci s'achève par un combat bestial entre le Predator et Schwarzenegger. Il est considéré par les puristes du genre comme l'un des plus beaux et des plus brutaux duels de la décennie.
Le monstre (le Predator) est quant à lui devenu un des emblèmes du cinéma fantastique, car l'un des plus effrayants. Son armure et sa coiffure dreadlocks (rasta), sa capacité à se rendre presque invisible en se fondant dans le décor, ses multiples gadgets destructeurs et sa cruauté toute particulière ont terrifié des millions de spectateurs à travers la planète.
Sur le site agrégateur de critiques Rotten Tomatoes, le film obtient un score de 81 % d'avis favorables, sur la base de 48 critiques collectées et une note moyenne de 7,10/10 ; le consensus du site indique : « Predator : en partie science-fiction, en partie horreur, en partie action – tout en muscles ». Sur Metacritic, le film obtient une note moyenne pondérée de 45 sur 100, sur la base de 15 critiques collectées ; le consensus du site indique : « Avis mitigés ou moyens ».

### Box-office
| Pays ou région | Box-office        | Date d'arrêt du box-office | Nombre de semaines |
| -------------- | ----------------- | -------------------------- | ------------------ |
| États-Unis     | 59 735 548 $      | 30 juillet 1987            | 7                  |
| France         | 1 480 847 entrées | n/a                        | –                  |
| Monde          | 98 268 458 $      | n/a                        | –                  |

Le film sort aux États-Unis dans une combinaison de départ de 1 623 salles et rapporte 12 031 638 $ lors de son premier week-end d'exploitation, ce qui lui permet de prendre la première place du box-office, délogeant Le Flic de Beverly Hills, qui occupait cette position durant trois semaines consécutives. Il atteindra les 1 636 salles comme combinaison maximale la semaine suivante et finira son exploitation américaine avec 59 735 548 $. Les recettes internationales atteignent 38 532 910 $, portant le total mondial à 98 268 458 $, ce qui est un succès commercial au vu de son budget de production estimé à 15 millions.
En France, le film totalise 1,4 million d'entrées.

## Distinctions
Entre 1987 et 1988, le film Predator a été sélectionné 9 fois dans diverses catégories et a remporté 3 récompenses,.

### Récompenses
- Saturn Awards 1988 : meilleure musique pour Alan Silvestri
- BMI Film and TV Awards 1988 : meilleure musique de film pour Alan Silvestri
- Motion Picture Sound Editors 1988 : meilleurs effets sonores et bruitages dans un film pour Richard Shorr

### Nominations
- NAACP Image Awards 1987 : meilleur second rôle masculin dans un film pour Bill Duke
- Oscars 1988 : meilleurs effets visuels pour Richard Greenberg, Robert M. Greenberg, Joel Hynek et Stan Winston
- Saturn Awards 1988 :
  - Meilleur film de science-fiction
  - Meilleur acteur pour Arnold Schwarzenegger
  - Meilleurs effets spéciaux pour Stan Winston, Joel Hynek, Richard Greenberg et Robert M. Greenberg
- Prix Hugo 1988 : meilleure présentation dramatique pour John McTiernan, Jim Thomas et John Thomas

## Éditions en vidéo
En France, le film Predator est sorti en DVD le 24 janvier 2001. Plusieurs rééditions en DVD ont eu lieu entre 2002 et 2007. Avec l'arrivée du Blu-ray, plusieurs versions sont également sorties, dont le premier Blu-ray est sorti le 7 juillet 2010.
Le film est également sorti en VOD le 1er août 2014.
À la suite des évolutions techniques afin d'améliorer la qualité d'image et de sons, le film sort 4K Ultra HD et en édition limitée SteelBook 4K Ultra HD + Blu-ray le 3 octobre 2018.
- Lors de sa sortie en DVD et Blu-ray, le film a subi quelques petites retouches :
  - pour attirer le Predator, Dutch pousse un hurlement en levant une torche enflammée. La version française avait à l'origine conservé le cri original d'Arnold Schwarzenegger. Cet élément a été finalement doublé ;
  - lorsque le Predator enlève son masque, sa vision passant du bleu au rouge, le cadran numérique était resté visible avant d'être retiré en cours de scène. Ce détail a été corrigé et par conséquent, ce cadran n'apparaît plus ;
  - au moment où le Predator active son dispositif d'autodestruction pour se donner le coup de grâce, on entend le rire de Billy (quand celui-ci avait ri d'une blague de Hawkins). À l'origine, ce rire avait été ré-entendu tel quel. Il a été aggravé de façon plus monstrueuse ;
  - sur la piste VF du Blu-ray, le bruit de l'hélicoptère a été coupé lors de l'arrivée de Dutch et de son équipe (mais réapparaît quand il salue le général).

## Autour du film
- Le thème musical principal d'Alan Silvestri a été inclus dans le morceau Moderato issu de l'album Lurking fear du groupe Mekong Delta[34].